# Dijkgraaf

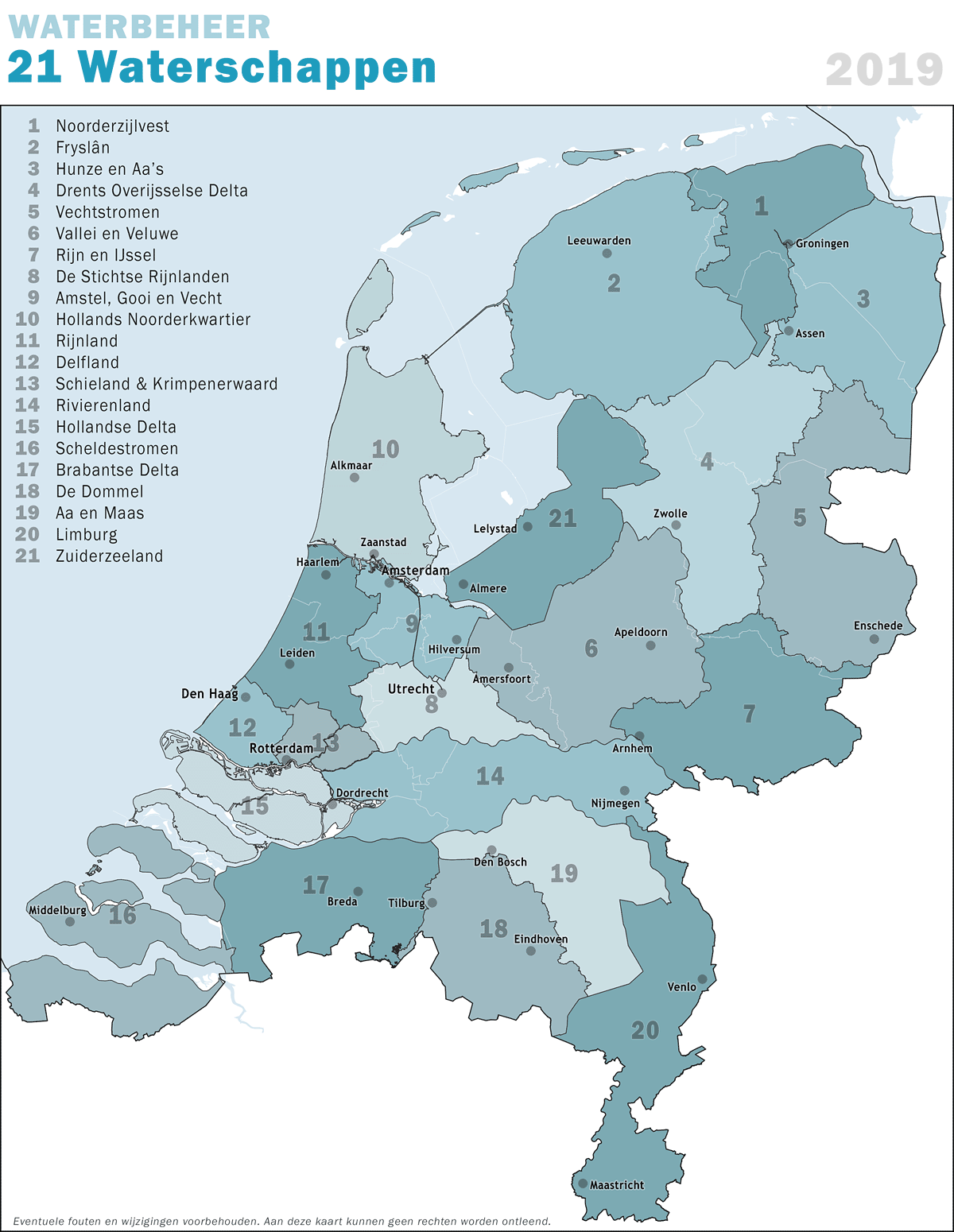
Carte des 21 Offices des eaux des Pays-Bas, comprenant chacun une assemblée élue et un dijkgraaf à leur tête.

Un dijkgraaf (en français : surintendant des digues), parfois appelé watergraaf, est le responsable d'un Office des eaux des Pays-Bas. Ils sont au nombre de 21, nommés par la Couronne pour un mandat de six ans. Cette fonction, qui trouve son origine au Moyen Âge, comprend des responsabilités exécutives et une fonction de représentation.

## Étymologie
L'origine du terme -graaf (comte en français) trouve son équivalent dans le terme allemand Graf. 

## Fonction
Le dijkgraaf n'établit pas les directions générales de son Office des eaux (algemeen bestuur), votées en assemblée, bien qu'il participe à la gestion de leur réalisation (dagelijks bestuur). Cependant, il est aussi bien président d'assemblée (sans droit de vote) que plus haut représentant de l'exécutif. Il fait partie du college van dijkgraaf en heemraden, qui constitue le pouvoir exécutif au sein d'un Office des eaux. Au sein de ce dernier règne la collégialité, tout comme au sein des exécutifs municipaux, provinciaux et nationaux que Pays-Bas : les membres de l'exécutif tranchent par vote interne, puis se rangent derrière de résultat.
Les heemraden sont indirectement issus des élections tous les quatre ans (coïncidant avec les élections provinciales), puisqu'ils sont élus parmi les membres des assemblées pour prendre place au sein de l'exécutif. Ainsi, leur mandat est plus court que celui du dijkgraaf, sur le modèle des bourgmestres et échevins au niveau municipal ou des commissaires du Roi et députés provinciaux au niveau provincial : six et quatre ans respectivement.